# Niedereschach
Niedereschach è un comune tedesco di 5 962 abitanti, situato nel land del Baden-Württemberg.